# معتمدية سليمان
معتمدية سليمان إحدى معتمديات الجمهورية التونسية، تابعة لولاية نابل.
سنة 2004 بلغ عدد سكانها 41،846 شخص موزعين على 10،027 أسرة و10،783 مسكن.

### مواضيع ذات علاقة
- ولاية نابل.